# Adelopygus nickerli
Adelopygus nickerli är en skalbaggsart som först beskrevs av Schmidt 1889.  Adelopygus nickerli ingår i släktet Adelopygus och familjen stumpbaggar. Inga underarter finns listade i Catalogue of Life.